# Canyada de Benatanduz
La Canyada de Benatanduz (aragonès) és un municipi a la comarca del Maestrat aragonès (província de Terol).

## Fills il·lustres
- Joseph Ferrer (1682-1752), sacerdot i compositor de música religiosa.